# Dagmar
Dagmar (29 de noviembre de 1921-9 de octubre de 2001) fue una actriz, modelo y celebridad televisiva de nacionalidad estadounidense activa en la década de 1950. Con su imagen de rubia escultural dotada de un gran busto, se convirtió en la primera gran estrella femenina de la televisión, consiguiendo gran protagonismo en la prensa de la década. 

## Biografía
Nacida en Logan (Virginia Occidental), su verdadero nombre era Virginia Ruth Egnor. Estudió en la high school de Huntington (Virginia Occidental) y en la Huntington Business School, y trabajó en Walgreens como cajera, camarera, y cocinera de sándwiches.

### Broadway
Tras casarse con Angelo Lewis en 1941, la pareja se mudó a Nueva York, donde él trabajaba como oficial naval en el Navy Ferry Command en Long Island. Ella adoptó el nombre artístico de Jennie Lewis, y para mantenerse activa se hizo modelo fotográfica en el campo de la moda, y en 1944 otras compañeras la estimularon para pasar una prueba con los comediantes Ole Olsen y Chic Johnson. Aunque no tenía experiencia en el mundo del espectáculo, fue elegida para trabajar en la revista musical representada en el circuito de Broadway Laffing Room Only, una producción representada en el Teatro Winter Garden. Con Olsen y Johnson actuó en cuatro números desde el 23 de diciembre de 1944 al 14 de julio de 1945.
Como la corista Bubbles, la actriz participó junto a Bert Lahr en la comedia de Broadway Burlesque, con un total de 439 funciones desde el 25 de diciembre de 1946 al 10 de enero de 1948. 

### Televisión
En 1950, cuando Lewis fue contratada por Jerry Lester para trabajar en el show de la NBC Broadway Open House (1950–52), se cambió el nombre artístico por el de Dagmar. Lester ideó el nombre como una referencia satírica tras el gran éxito televisivo de la serie Mama (1949–57), en el cual la hermana menor, Dagmar Hansen, era interpretada por Robin Morgan. Ya como Dagmar, a Lewis se le dio instrucciones para llevar un vestido corto y hacer el papel de la estereotipada rubia tonta. Con una ropa que realzaba su anatomía, su personaje tuvo un éxito inmediato, superior al conseguido por Lester. Lewis rápidamente mostró que, a pesar de su imagen, ella era brillante y aguda. Actuaba en los sketches, y Lester hacía ocasionales chistes sobre su "talento escondido." Con Dagmar consiguiendo toda la atención, Lester inició un programa propio en mayo de 1951, y la actriz trabajó como presentadora. El 16 de julio de 1951 fue retratada en la cubierta de la revista Life por el fotógrafo Alfred Eisenstaedt, finalizando el programa un mes más tarde.
Dagmar llegó a ser una de las artistas televisivas más destacadas de los años cincuenta, haciendo comedia en el programa de Milton Berle Texaco Star Theater, en The Bob Hope Show y en otras producciones. El 17 de junio de 1951 actuó en Colgate Comedy Hour, con la presentación de Eddie Cantor y con Milton Berle, Phil Foster y Jack Leonard como artistas invitados. En 1951 fue artista invitada junto a Frank Sinatra, lo cual motivó al productor de Columbia Records Mitch Miller para grabar una Novelty Song con el dúo Frank y Dagmar, el tema titulado "Mama Will Bark". 
En 1952 presentó Dagmar's Canteen, un show de corta trayectoria en el cual cantaba, bailaba, entrevistaba e interpretaba números humorísticos. En el show trabajaba una hermana de Dagmar, Jean. Tras cancelarse el programa, Dagmar actuó en espectáculos de Las Vegas y en teatro veraniego. 
Además, en esos años Dagmar fue con regularidad panelista del concurso de la NBC Who Said That?, acompañando a H. V. Kaltenborn, Deems Taylor, Frank Conniff, Peggy Ann Garner y Boris Karloff. También intervino de manera más ocasional en shows como What's My Line?, The Mike Wallace Interview y Masquerade Party (disfrazada como John L. Lewis) y en los años sesenta intervino en Hollywood Squares, The Mike Douglas Show y otras variadas producciones.

### Vida personal
Tras divorciarse de Angelo Lewis, Dagmar se casó con el actor Danny Dayton, del cual también se divorció. Finalmente, en 1957 se casó con Dick Hinds. Tras pasar varios años actuando en el circuito de los nightclubs, Dagmar se mudó a Ceredo (Virginia Occidental) en junio de 1996 para estar cerca de su familia, viviendo en sus últimos años con su hermano Bob Egnor y su esposa. Dagmar falleció en Ceredo el 9 de octubre de 2001 por causas naturales a la edad de 79 años. Fue enterrada en el Cementerio Woodmere Memorial Park de Huntington (Virginia Occidental).